# Coryphasia nuptialis
Coryphasia nuptialis is een spinnensoort in de taxonomische indeling van de springspinnen (Salticidae).
Het dier behoort tot het geslacht Coryphasia. De wetenschappelijke naam van de soort werd voor het eerst geldig gepubliceerd in 1986 door Bauab.